# Прато Пагано (Комо)
Прато Пагано је насеље у Италији у округу Комо, региону Ломбардија.
Према процени из 2011. у насељу је живело 33 становника. Насеље се налази на надморској висини од 305 м.